# 博洛尼亚大学
博洛尼亚大学（義大利語：Università di Bologna；又譯波隆纳大学）是一所坐落在意大利艾米利亚-罗马涅大区首府博洛尼亚的综合性公立大学，是广泛公认的最古老的大学，建立于公元1088年神圣罗马帝国时期。博洛尼亚大学的历史可以追溯到11世纪末出现的世界上第一所法学院，后来由神圣罗马帝国皇帝腓特烈一世于1158年颁布設立章程确定其正式身份。博洛尼亚大学的建校时间在1888年博洛尼亚大学八百年校庆期间由后来的诺贝尔文学奖得主乔苏埃·卡尔杜奇所领导的历史委员会经过考证确定为1088年。1988年9月18日，博洛尼亚大学九百年校庆之际，欧洲430位大学校长在博洛尼亚著名的大广场上共同签署了欧洲大学宪章，正式承认与宣布博洛尼亚大学为“大学之母”，即世上所有大学的母校。在以拉丁语为主要学术与研究通用语言的中世纪及近代欧洲，博洛尼亚大学始终保持着欧洲文化与学术发展的中心位置，并引领了欧洲大学体系的改革。 作为经历了近千年历史演变的教育机构，博洛尼亚大学的校园建筑保留了不同时期，特别是文艺复兴时期的众多特点。博洛尼亚大学曾被福布斯杂志评为全球最美的15所校园之一，2014年被世界最大的英文旅游信息出版商福多尔公司评为全球15所最值得访问的大学之一。博洛尼亚大学校园建筑面积117万平方米，总面积674万平方米，除博洛尼亚的主校区之外，博洛尼亚大学还有四个校区，分别位于切塞纳、弗利、拉文纳、里米尼，另外在阿根廷首都布宜诺斯艾利斯设有海外校区。

## 校史

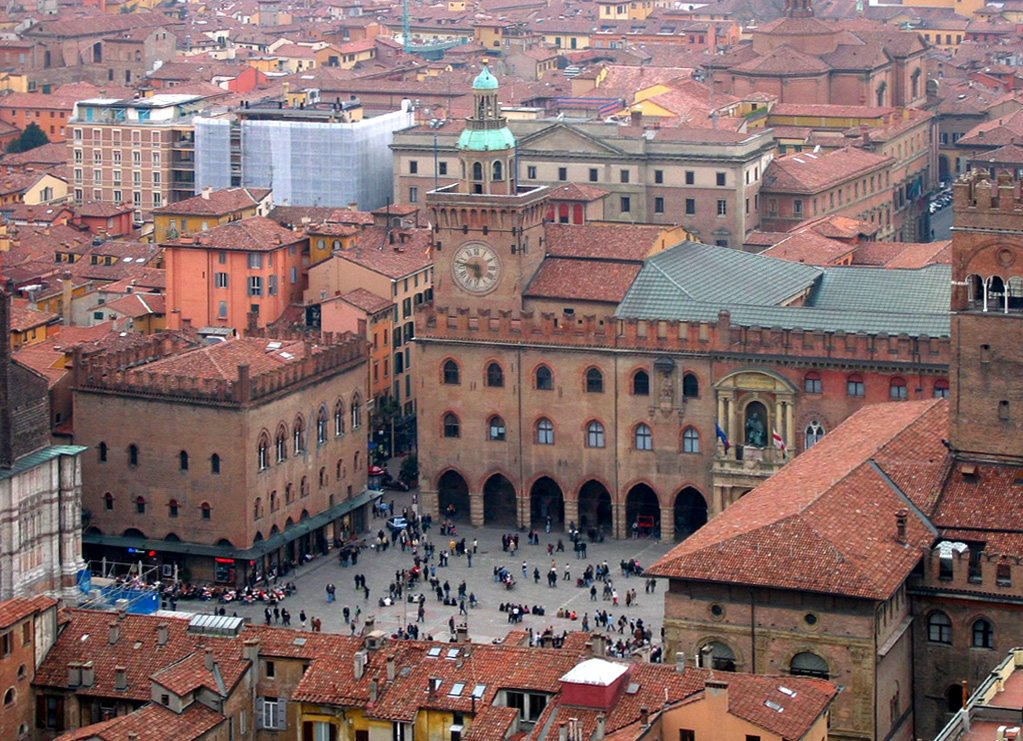
博洛尼亚大学校區

### 11-13世纪
博洛尼亚大学的根源要追溯到十一世纪，当时众多被称为注释者的语法学、修辞学和逻辑学的学者们聚集在一起，共同评注古老的罗马法法典。学者们最初的研究集中在法律方面，其中最早有记载的学者有佩波内、依内里奥和格雷茨亚诺。在听取了依内里奥的四位学生的建议之后，神圣罗马帝国皇帝腓特烈一世于1158年颁布法令，规定了大学不受任何权力的影响，作为研究场所享有独立性，博洛尼亚大学的身份由此确定。

### 14-15世纪
从十四世纪开始，继法学之后博洛尼亚大学又迎来了众多研究逻辑学、天文学、医学、哲学、算术、修辞学以及语法学的学者。1369年，博洛尼亚大学建立了神学院。科学史和文学史上的一些重要学者曾经在这里求学、研究或从事教学工作，其中最著名的有圭多·圭尼泽利、但丁、 弗朗西斯克·彼特拉克、齐诺·达·皮斯托亚、切科·达斯科利、雷·恩佐（Re Enzo）、萨林贝内·达帕尔马和科卢乔·萨卢塔蒂。博洛尼亚大学最早的章程于1317年被制定下来。

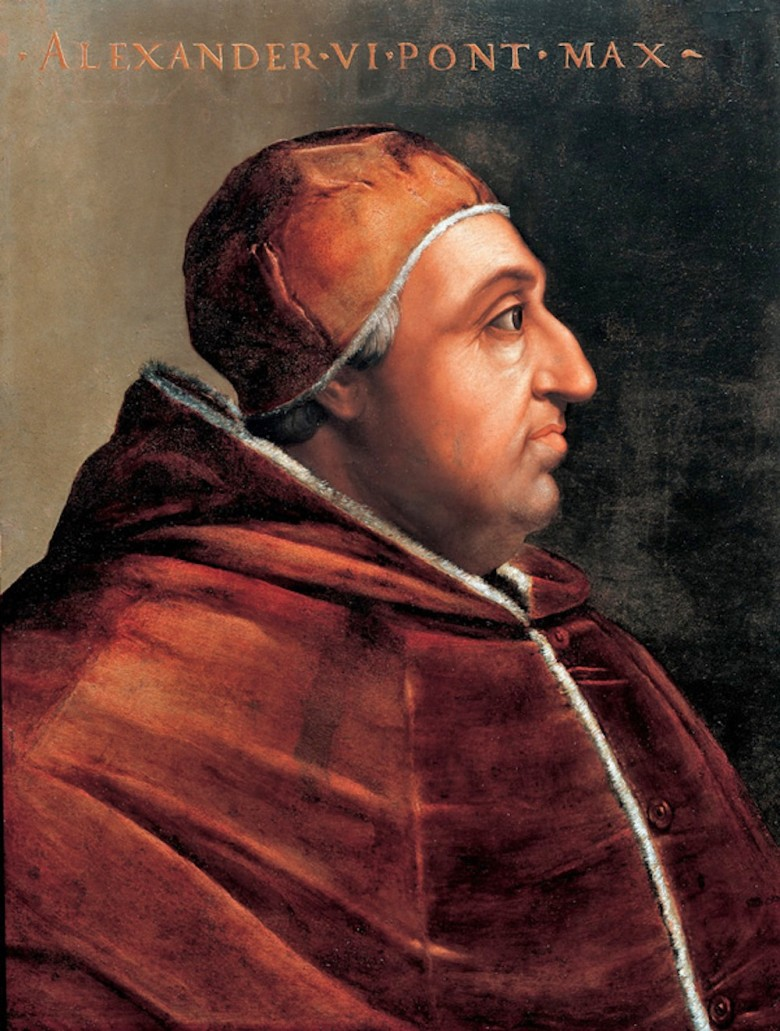
亚历山大六世

博洛尼亚大学的规模在十五世纪进行了小范围的收缩，同时开始了希腊文和希伯来文的教学。此时期著名的学者有安德烈亚·阿尔恰托。

### 16-17世纪
十六世纪的博洛尼亚大学在众多学科上做出了突出的贡献。博洛尼亚大学开创了被称为“自然魔法”的教学，即是我们今天的实验科学。彼得罗·蓬波纳齐通过对自然科学的研究向传统的神学发出了挑战，而乌利塞·阿尔德罗万迪则奠定了自然科学的基础，同时他对药理学的发展也有重要的贡献，并对很多动物、化石和自然现象做了收集和分类。与此同时，博洛尼亚大学成为了代数学的研究中心，其中的代表人物有卡尔达诺和费罗。加斯帕雷·塔利亚科齐开始了整形外科最初的研究，使得博洛尼亚大学在十七世纪迎来了医学发展的黄金时期，马尔切洛·马尔比基开始利用显微镜进行人体解剖学的教学研究。得益于这些重要的改革，医学研究在这段时期有了巨大的进步。

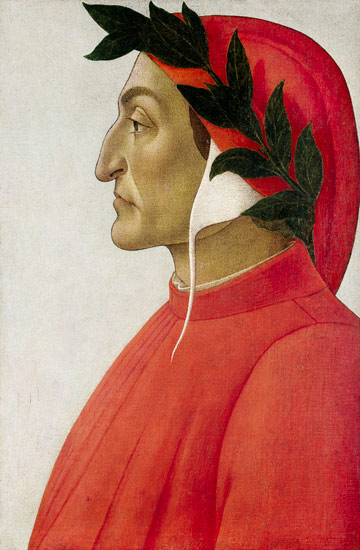
但丁

中世纪时期博洛尼亚大学的声誉在整个欧洲传播开来，使其成为了研究学者所向往的学术圣地。像托马斯·贝克特、帕拉塞尔苏斯、佩尼亚福特的雷蒙德、丢勒、圣嘉祿·鮑榮茂、大诗人塔索、哲学家伊拉斯谟、教宗尼各老五世、教宗亞歷山大六世、皮科·德拉·米兰多拉、艺术理论家阿尔贝蒂以及卡洛·哥尔多尼都曾来到博洛尼亚求学。尼古拉·哥白尼也在这里学习教宗法的同时，开始了自己对天文的观察和研究。

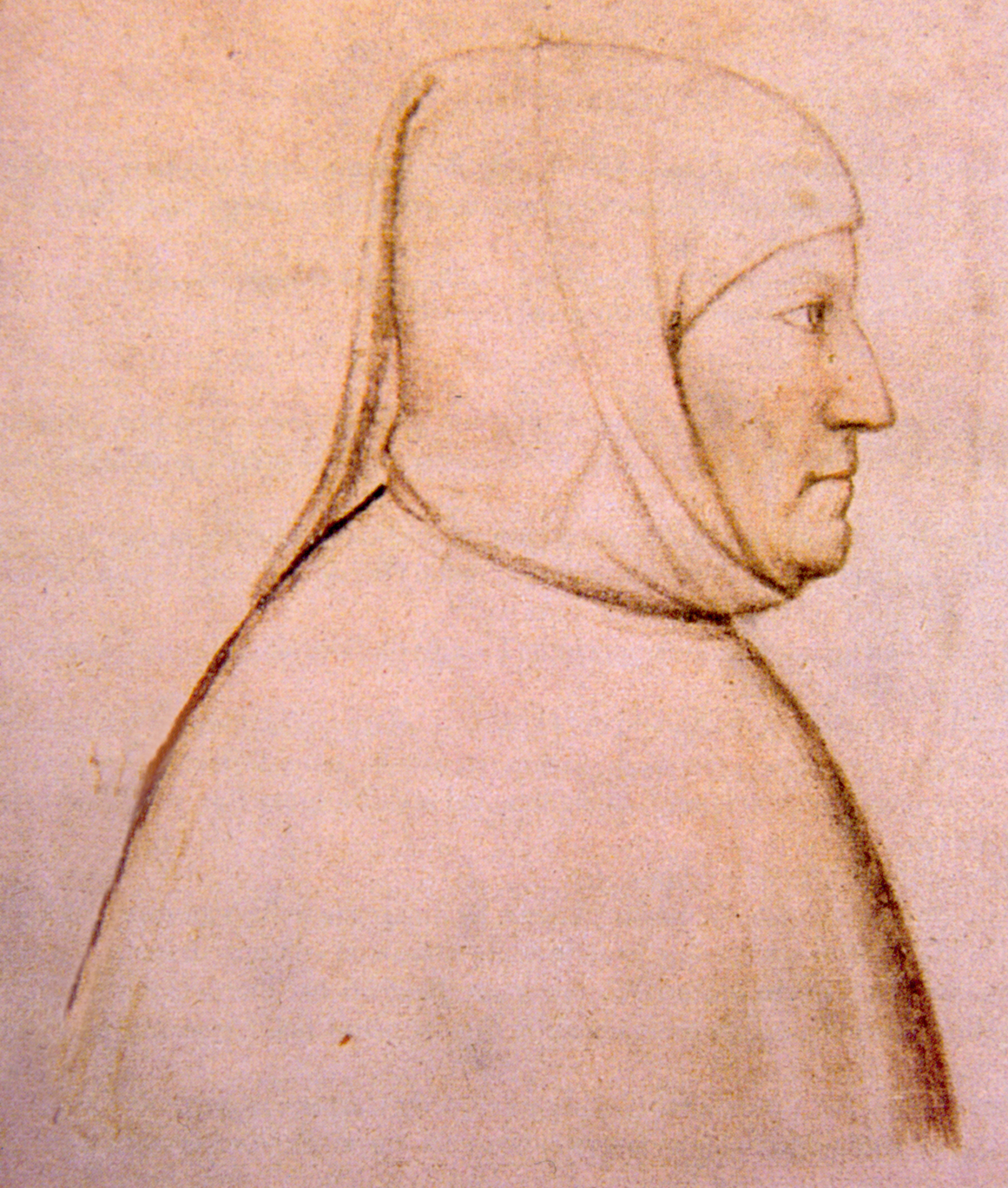
彼特拉克

### 18-19世纪
在十八世纪的工业革命中，博洛尼亚大学对推动科学技术的发展做出了自己独特的贡献。在这个时期，路易吉·伽伐尼开创了生物电的研究，与亚历山卓·伏打、本杰明·富兰克林、亨利·卡文迪什等人，共同开启了现代电气的时代。1732年，物理学家劳拉·巴斯成为了欧洲第一位女性教授。意大利统一之后，博洛尼亚大学迎来了它的另一个学术高峰时期，其中著名的学者有乔瓦尼·卡佩利尼、焦苏埃·卡尔杜奇、乔瓦尼·帕斯科利、奥古斯托·里吉、费代里戈·恩里克斯、贾科莫·恰米奇安、奥古斯托·穆里。
1888年博洛尼亚大学举办了八百年的庆祝典礼，几乎世界上所有大学的代表们会聚在博洛尼亚共同为大学之母的荣誉而欢呼，承认博洛尼亚大学是大学的根源，是继承与追求宽容之路的根本。这一天成为了国际性的学术节日。

### 20世纪
博洛尼亚大学一直保持着世界文化学术界的中心位置，直到两次世界大战的爆发，研究和教育的重心被转移。然而在发达国家的教育体系不断更新和发展的过程中，她仍然一直担任着举足轻重的角色，成功地引领了欧洲大学制度的改革。

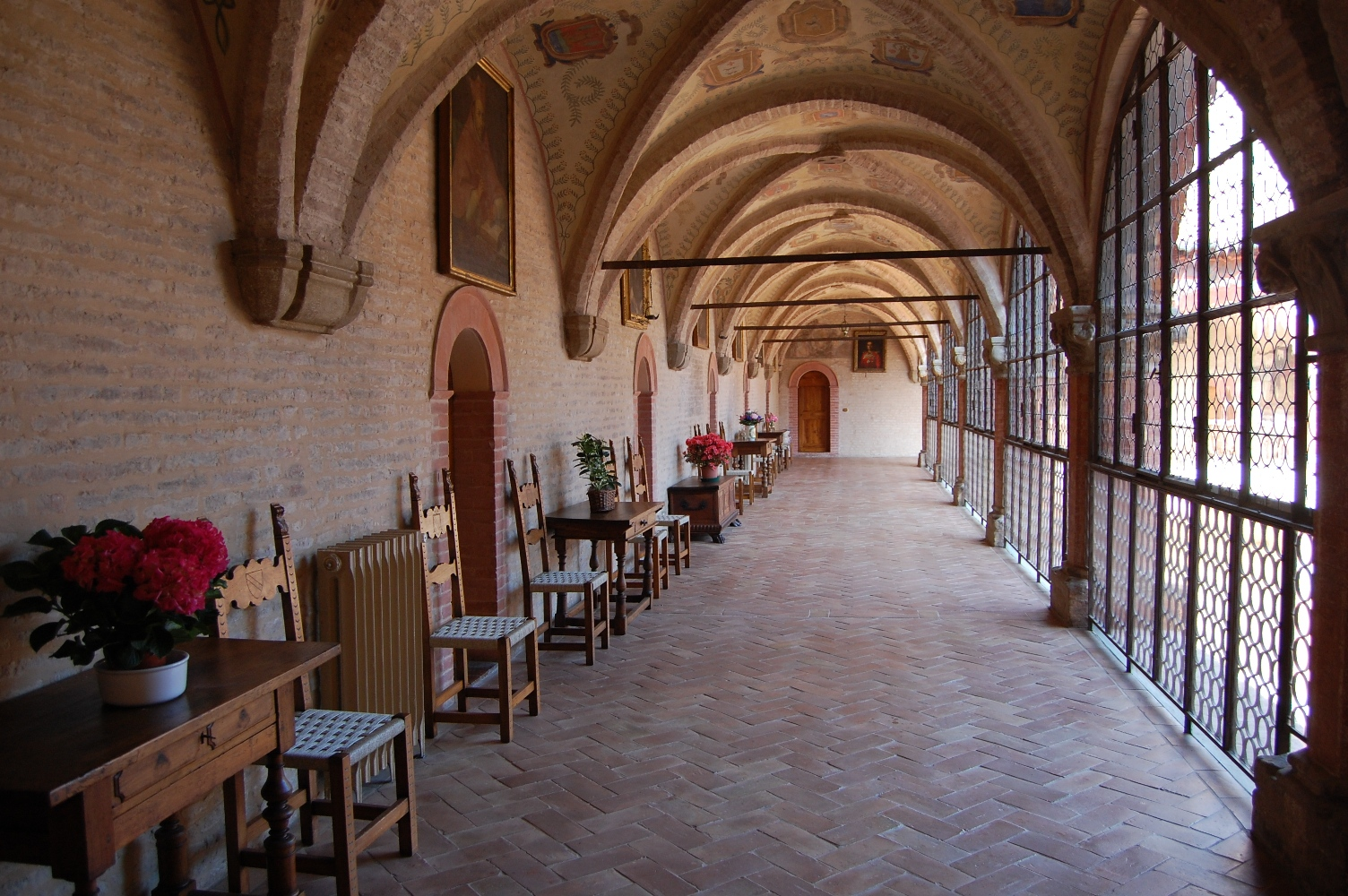
西班牙学院

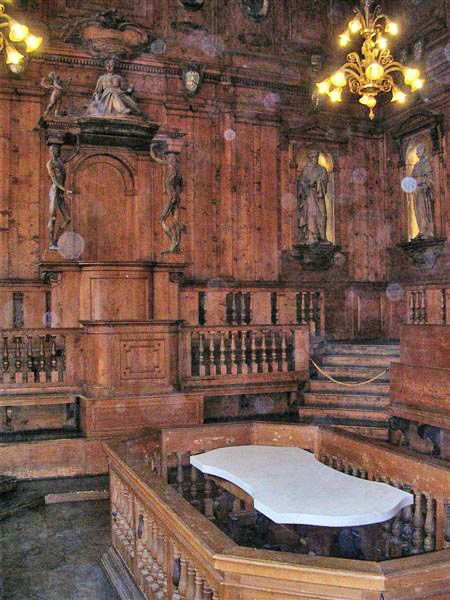
解剖剧院

1999年6月19日在博洛尼亚大学的大讲堂，欧洲29国的教育部长共同签署了博洛尼亚进程的纲领性文件——《博洛尼亚宣言》，确定了在欧洲高等教育区和世界范围内推动大学教育的发展并提高欧洲大学竞争力的目标。博洛尼亚进程是欧洲各国在高等教育领域互相衔接的一个项目，以确保各国高等教育标准相当，学位學分互认。随后，该体系对所有愿意参加的欧洲国家开放。

### 21世纪
今天的博洛尼亚大学拥有超过十万名注册在校生，使其成为了欧洲学生最多的大学之一。2012年，博洛尼亚大学在院校设置上进行了系统性的改革，重组为11个学院和33个系，设有212个学科。

## 教学
博洛尼亚大学由11个学院和33个系构成，共有学士及硕士学位项目209个(2013学年)，其中92个学士项目，105个硕士项目，12个直硕项目，之中43个为国际学位项目。另外大学设有47个研究院，51个博士学位项目。
博洛尼亚大学是最早采取多校区结构的意大利大学之一。自1989年，博洛尼亚大学就以多校区的方式运作，切塞纳、弗利、拉韦纳、里米尼等校区与博洛尼亚校区并行。每个校区都良好地融入所在城市，都有完整的教学、文体、社会活动体系。每个校区都有学院、系、本地组织。每个校区都积极开展教学和科研活动，保持与公共和私人利益相关方的互惠交流，是推动本地经济和社会发展的重要力量。
博洛尼亚大学的图书馆系统庞大，藏书量丰富，包括38个图书馆，总藏书量达125万册，并订有2500种报刊。大学图书馆系统由三级网络组成——大学网，学院网和研究中心网。博洛尼亚大学的历史档案馆内收藏了大量大学创建以来的重要文献，对近现代高等教育制度的研究十分重要。博洛尼亚大学被人们称之为“博物馆大学”，有大约30个博物馆和一个植物园，其中较著名的有天文博物馆、地质博物馆、矿物博物馆、物理博物馆、动物博物馆、人类博物馆、解剖博物馆和病理博物馆等。
博洛尼亚大学每年有超过450项课外活动，包括与世界文化名流交流，参加科学论坛和社会活动。很多活动由博洛尼亚大学和公共机构、本地机构合作举办，受众既包括学生，也包括本地民众。

## 學術
博洛尼亚大学在研究方面是欧洲最活跃的大学之一，年均科研成果约11000项，200项专利，拥有超过330项欧盟第七框架的科研项目。在2007-2012期间有260个研究项目通过欧盟认可，并获得研究经费8500万欧元，位列意大利第一，在数量上位列欧洲第六名。在2011-2013期间获得来自欧盟地区发展基金POR-FEST基金和CIPE基金中的TECNOPOLI项目资金4400万欧元。博洛尼亚大学积极参与欧洲创新&技术研究所 (IET)的发展进程：参与了信息与通讯技术ICT KIC，产业应对气候变化的创新能力Climate KIC，促进食品健康与未来的FOOD4FUTURE KIC等项目。博洛尼亚大学在意大利研究评估体系ANVUR中排在综合性大学中的第二位(2004年-2010年)，重点领域有：化学，医学，农业和兽医学，建筑学，工程学和统计科学。
博洛尼亚大学与意大利企业联合会共同成立的AlmaCube，是意大利第一家创新企业孵化器。

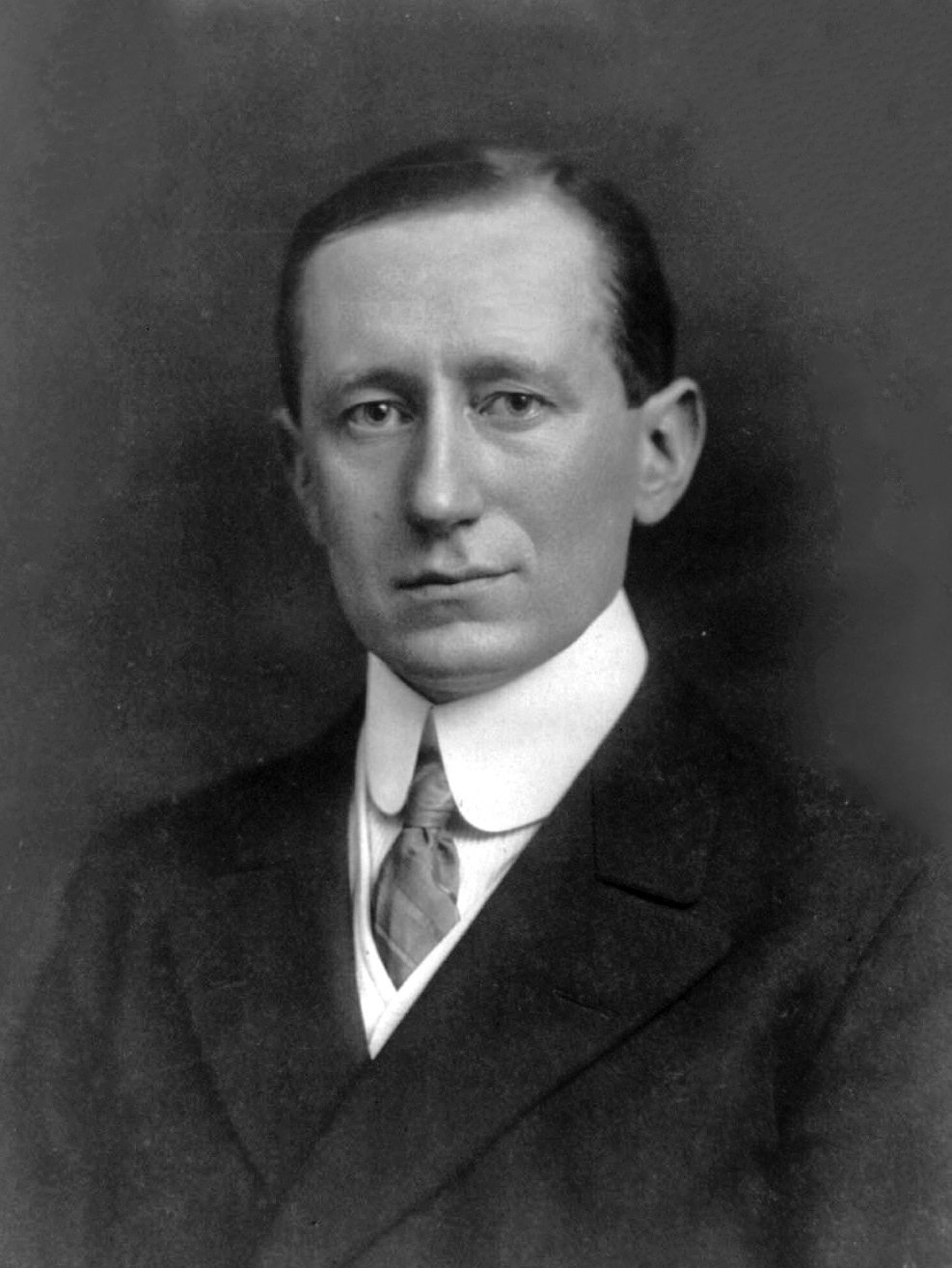
古列尔莫·马可尼

### 国际化
博洛尼亚大学的国际化进程同样历史悠久。西班牙学院成立于1364年，是大学为西班牙学生设立的一个学院，该院为萨拉曼卡大学自14世纪起兴建之诸学院的模型，也是此后几个世纪中西班牙其他大学的模型。自1488年以来，该学院一直得到西班牙王室的资助。
博洛尼亚大学是参与苏格拉底计划项目最多的欧洲大学之一，协调欧洲29个双学位、联合学位项目，并设有100多个关于教学国际化和能力建设的国际项目。博洛尼亚大学的正式全球合作伙伴有1070个，其中欧洲787个，北美洲53个，南美洲84个，亚洲76个，大洋洲22个，非洲48个。根据一项由高等教育评估委员会最近的报告，博洛尼亚大学目前是意大利大学中国际化程度最高的大学。正式注册的外国留学生大约有2400人，2012年通过苏格拉底计划、伊拉斯谟计划等欧洲大学之间的交流计划，以及与海外大学的留学计划而来到博洛尼亚大学学习的学生大约有2300人，而通过交流计划到外国留学，实习和完成毕业论文的学生约有2000人。2012年拥有海外学习经历的毕业生达到18.1%。
博洛尼亚大学也是意大利唯一一所拥有海外校区的大学。布宜诺斯艾利斯校区协调重要的科研项目、研究生项目，并与拉丁美洲学界开展合作。

### 排名
它是意大利最好的综合大学之一。2013年其学科排名分别为：人文艺术第57名，工程学169名，生命科学142名，自然科学118名，社会科学113名。 在泰晤士高等教育世界大学排名2013年的排名中，博洛尼亚大学人文艺术位列第76名。2013年世界大学学术排名中数学与自然科学学术排名为123名。博洛尼亚大学经济学院在SSRN社会科学研究网的论文引用总数排名为67名，在荷兰蒂尔堡大学的最近五年全球经济学院研究贡献排名中位列77名。

## 著名人物
- 十一世纪

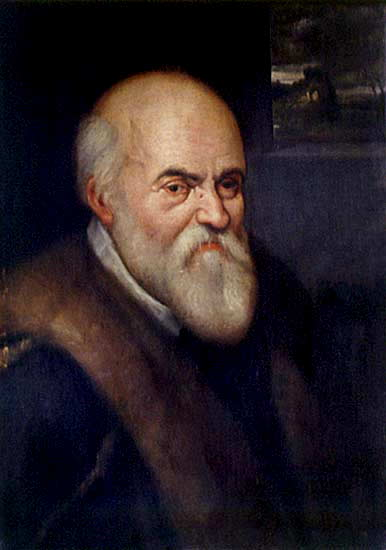
乌利塞·阿尔德罗万迪

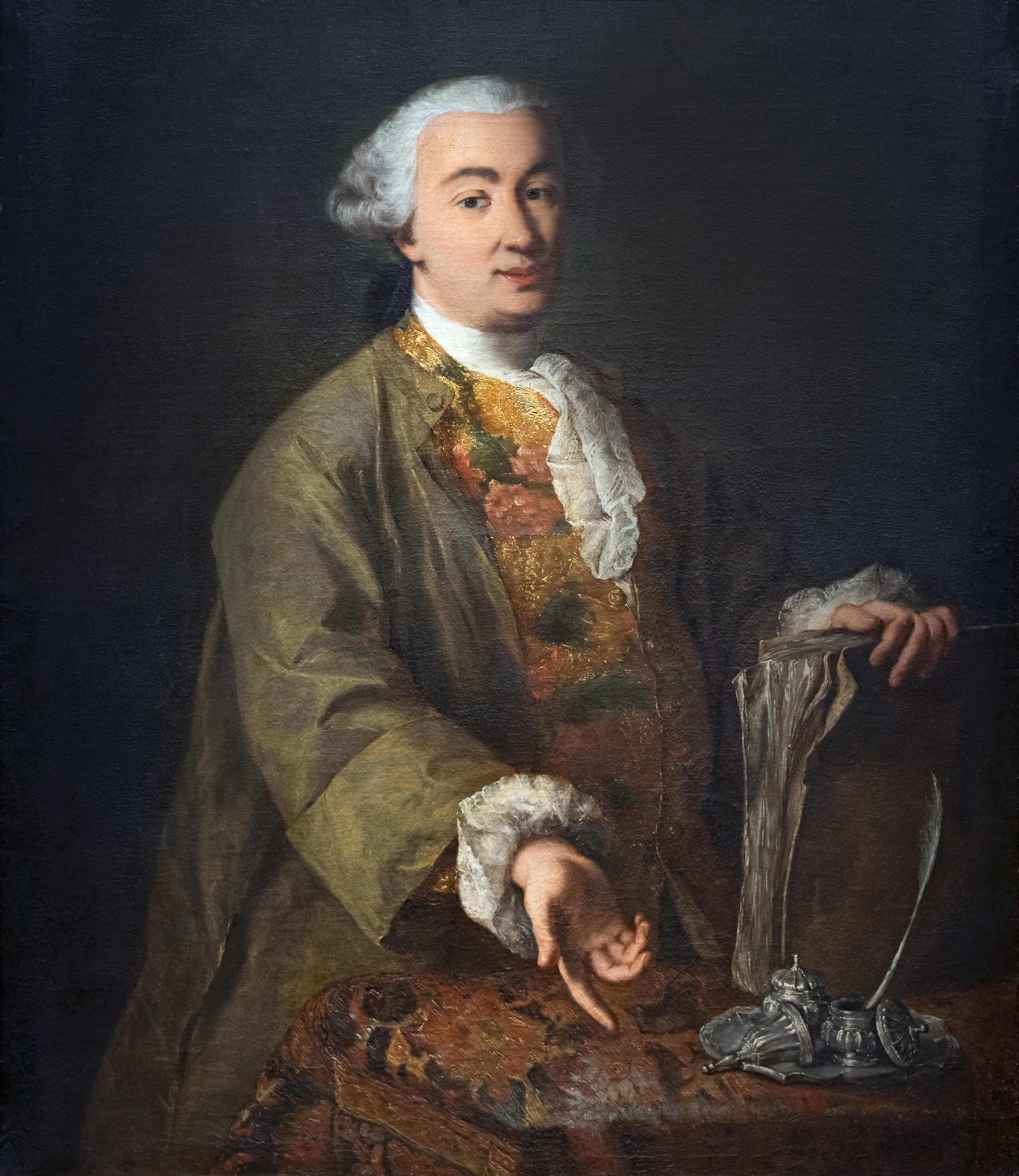
卡洛·哥尔多尼

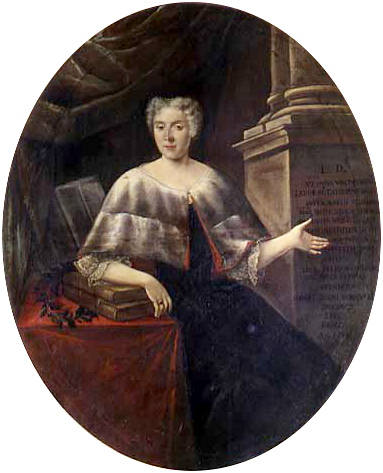
劳拉·巴斯

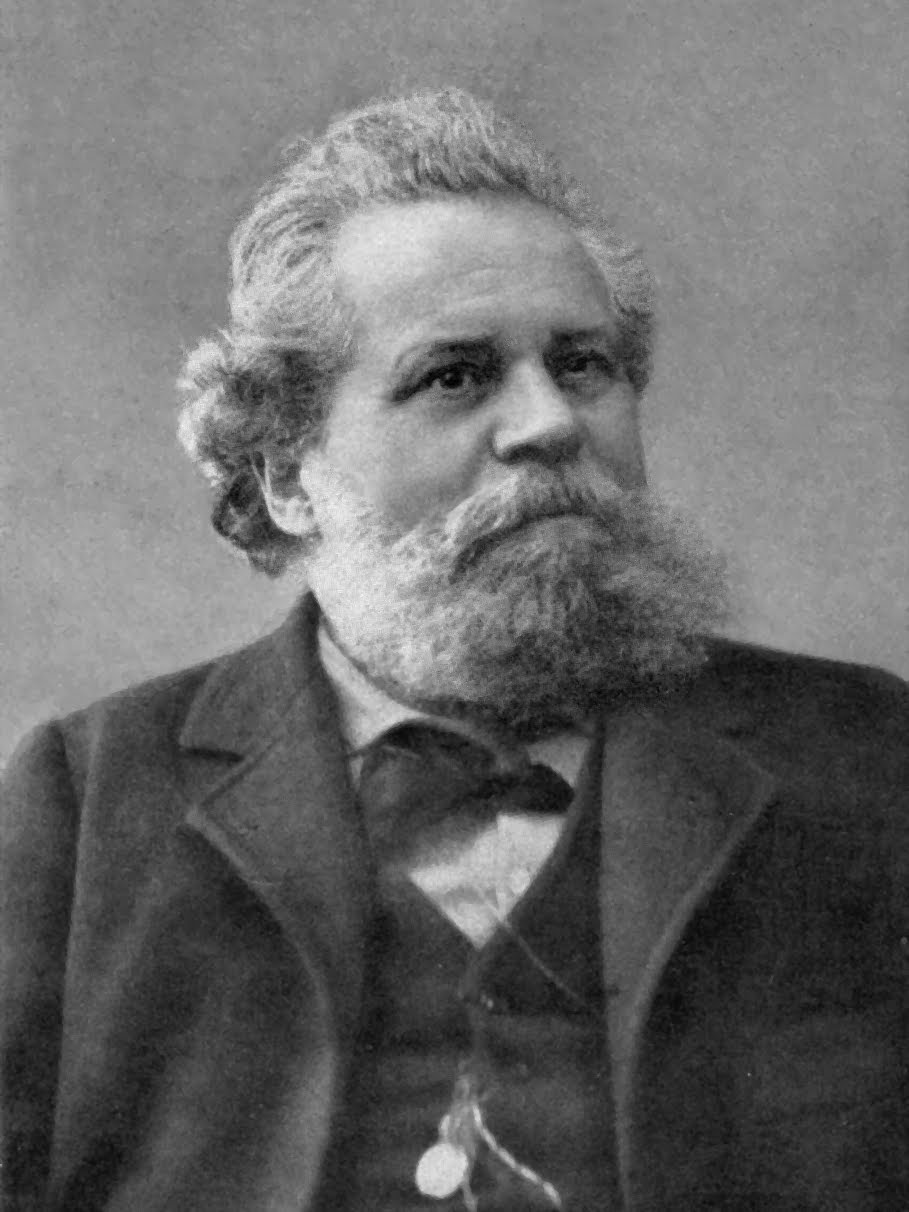
焦苏埃·卡尔杜奇

  - 依内里奥- 中世纪罗马法法学家，博洛尼亚大学创办人之一。
- 十二世纪
- 十三世纪
  - 托马斯·阿奎那 - 中世纪经院哲学的哲学家和神学家，是自然神学最早的提倡者之一，也是汤玛斯哲学学派的创立者，成为天主教长期以来研究哲学的重要根据。曾在博洛尼亚大学讲学。
- 十四世纪
  - 但丁- 意大利中世纪诗人，现代意大利语的奠基者，欧洲文艺复兴时代的开拓人物，以史诗《神曲》留名后世。
  - 彼特拉克  - 在博洛尼亚大学学习法律，意大利学者、诗人，早期的人文主义者，亦被视为人文主义之父。
  - 赫里索洛拉斯 - 博洛尼亚大学希腊文学教授，拜占庭帝国学者，是西方研究希腊古典文学的先驱。
- 十五世纪
  - 尼古拉·哥白尼 - 文艺复兴时期波兰数学家、天文学家，在博洛尼亚大学学习法律，人文学科以及天文学，提倡日心说模型，提到太阳为宇宙的中心，其临终前发表的《天体运行论》一般认为是现代天文学的起点，开启了哥白尼革命，并对推动科学革命作出了重要贡献。
  - 萊昂·巴蒂斯塔·阿爾伯蒂- 在博洛尼亚大学学习法律，是文艺复兴时期集建筑师、建筑理论家、作家、诗人、哲学家、密码学家为一身的一位通才，被誉为是真正作为复兴时期的代表建筑师，将文艺复兴建筑的营造提高到理论高度，著有《论建筑》，是当时第一部完整的建筑理论著作，并因应谷腾堡的印刷术的帮助下，推动了文艺复兴运动的发展。
  - 阿尔布雷希特·丢勒- 德国中世纪末期、文艺复兴时期著名的油画家、版画家、雕塑家及艺术理论家。
  - 米蘭多拉 - 在博洛尼亚大学学习法律，为意大利文艺复兴时期哲学家，其著作《论人的尊严》被称为“文艺复兴时代的宣言”。
  - 教宗亞歷山大六世：第215任教宗，在位11年，在博洛尼亚大学学习法律。
- 十六世纪
  - 教宗诺森九世：第231任教宗，在担任教宗前曾是一名律师，在博洛尼亚大学学习法律。
  - 教宗额我略十五世：第235任教宗，在博洛尼亚大学学习法律。
  - 卡尔达诺 - 意大利文艺复兴时期的著名医学家及数学家，曾在博洛尼亚大学任医学教授，是历史上第一个对斑疹伤寒做出临床描述的人，也第一个发表了三次代数方程一般解法的卡尔达诺公式，也称卡当公式，并且最早使用了复数的概念，其死后发表的《论赌博游戏》一书被认为是第一部概率论著作，开创了现代概率论。
- 十七世纪
  - 乔瓦尼·多梅尼科·卡西尼 - 博洛尼亚大学天文学教授，是第一个发现土星的四个卫星的人，并发现了卡西尼分界线以及木星的较差自转。
  - 博纳文图拉·卡瓦列里  - 博洛尼亚大学几何学教授，发现了与中国祖暅原理等价的定理，该定理说明，具有同样高度和恒等横截面积的几何体具有相同的体积。
  - 马尔切洛·马尔皮吉 - 博洛尼亚大学解剖学教授，显微解剖学及组织学之父，写有《关于肺的解剖观察》（1661）和《论内脏结构》（1666）等著作，马氏管就是根据他命名的。
- 十八世纪
  - 路易吉·伽伐尼  - 意大利医生、物理学家与哲学家，现代产科学的先驱者，在博洛尼亚大学学习医学并任教，其发现死青蛙的腿部肌肉接触电火花时会颤动，从而发现神经元和肌肉会产生电力。他是第一批涉足生物电领域研究的人物之一，这一领域在今天仍然在研究神经系统的电信号和电模式。
  - 劳拉·巴斯 - 18世纪意大利科学家，博洛尼亚大学解剖学的教授，她是欧洲第二位获得学术资格的女性， 同时也是欧洲第一位女教授。
  - 玛利亚·阿涅西 - 意大利数学家、慈善家、哲学家。她因撰写了第一本完整地讨论了积分与微分的教科书而广受赞誉，她被任命为博洛尼亚大学的数学与自然哲学系主任，是历史上继劳拉·巴斯后第二位成为大学教授的女性。
  - 卡洛·哥尔多尼  - 意大利剧作家，一生创作了大量的剧本，代表作有《一仆二主》、《女店主》和《老顽固们》等。
- 十九世纪
  - 贝尔特拉米  - 意大利数学家，博洛尼亚大学数学教授，研究拓扑学及数学物理，引入了“贝蒂数”和微分参数（即贝尔特拉米参数）的概念，推动了微分几何的发展。
  - 贾科莫·恰米奇安  - 意大利光化学家、参议员，博洛尼亚大学化学教授，最早进行光化学反应研究者之一，太阳能板之父。
  - 卡密罗·高尔基 - 意大利医师与科学家，高尔基体的发现者，1906年因为神经系统的研究，而与西班牙的桑地牙哥·拉蒙卡哈共同获得诺贝尔生理学或医学奖。
  - 乔苏埃·卡尔杜奇 - 意大利诗人，在博洛尼亚大学任意大利语教授，1906年获得诺贝尔文学奖，是首个获得该奖项的意大利人，被称为19世纪意大利诗歌的顶峰。
- 二十世纪
  - 科拉多·吉尼- 意大利统计学家，人口学家和社会学家，开发出吉尼系数，判断收入分配公平程度的指标。
  - 古列尔莫·马可尼- 无线电发明者和企业家，1909年与德国物理学家卡尔·费迪南德·布劳恩共同获得诺贝尔物理学奖得主，表彰其对无线电报发展的贡献。
  - 皮埃尔·保罗·帕索里尼- 意大利作家、诗人、后新现实主义时代导演。
  - 翁贝托·埃可  - 中世纪学家、符号学家与作家。代表作品有《玫瑰之名》，入选二十世纪百本图书位列第14名，曾任教于博罗尼亚大学文学院。
  - 罗马诺·普罗迪- 意大利政治家，从政前在博洛尼亚大学担任经济政治学教授，曾两度出任意大利总理，欧盟委员会第十任主席。
  - 皮埃尔·路易吉·贝尔萨尼  - 曾任意大利民主党总书记。
  - 斯蒂法诺·多梅尼卡利- 意大利赛车工程师、技术总监、经理人，在一级方程式锦标赛中担任过6年多的法拉利车队的领队及主席。
  - 凡妮莎·德安布罗西奥  - 圣马力诺执政官。

## 院系
学院
- 法学院
- 工程学与建筑学院
- 经济学、管理学与统计学院
- 自然科学院 （页面存档备份，存于）
- 农学与兽医学院
- 文学与翻译学院 （页面存档备份，存于）
- 药学、生物技术与运动科学院
- 艺术与文化遗产学院
- 心理学与教育科学院
- 医学院
- 政治学院

系
- 电子与信息工程系 （页面存档备份，存于）
- 法学系
- 翻译系
- 工业工程系 （页面存档备份，存于）
- 古文献学与意大利语系 （页面存档备份，存于）
- 管理学系
- 化学工业系 （页面存档备份，存于）
- 化学系 （页面存档备份，存于）
- 计算机科学与工程系 （页面存档备份，存于）
- 建筑系
- 教育系
- 经济系 （页面存档备份，存于）
- 历史与文化系
- 农学系
- 农业与食品科学系
- 社会学与商法系 （页面存档备份，存于）
- 生物地理与环境科学系
- 生物医学与神经科学系
- 生命科学系
- 兽医系
- 数学系 （页面存档备份，存于）
- 统计系 （页面存档备份，存于）
- 土木、化学、环境与材料工程系 （页面存档备份，存于）
- 文化遗产系
- 物理与天文系 （页面存档备份，存于）
- 现代语言文学系 （页面存档备份，存于）
- 心理学系 （页面存档备份，存于）
- 药学与生物技术系  （页面存档备份，存于）
- 艺术系
- 医学系
- 医药系
- 哲学与传播学系
- 政治与社会科学系